# Show (video)
Show è un VHS live dei Cure, uscito nel settembre del 1993.
Il video documenta i concerti del 18-19 luglio al The Palace di Auburn Hills, Michigan. Esiste anche un corrispondente album live pubblicato contemporaneamente, chiamato anch'esso Show, che contiene le prime 18 tracce del video. Dal video mancano però A Letter To Elise, Lovesong, Close To Me, M, Charlotte Sometimes, Three Imaginary Boys e A Strange Day, suonate in quelle sere insieme al resto della scaletta.

## Tracce
1. Tape
2. Open
3. High
4. Pictures of You
5. Lullaby
6. Just Like Heaven
7. Fascination Street
8. A Night Like This
9. Trust
10. Doing the Unstuck
11. The Walk
12. Let's Go To Bed
13. Friday I'm In Love
14. Inbetween Days
15. From the Edge of the Deep Green Sea
16. Never Enough
17. Cut
18. End
19. To Wish Impossible Things
20. Primary
21. Boys Don't Cry
22. Why Can't I Be You?
23. A Forest

## Formazione
- Robert Smith - voce e chitarra
- Simon Gallup - basso
- Porl Thompson - chitarra e tastiere
- Boris Williams - batteria
- Perry Bamonte - chitarra e tastiere